# Styotrichia quadrata
Styotrichia quadrata är en stekelart som beskrevs av Lasalle 1994. Styotrichia quadrata ingår i släktet Styotrichia och familjen finglanssteklar. Inga underarter finns listade i Catalogue of Life.